# うたぐみPARTY
うたぐみPARTY（うたぐみぱーてぃー）は、2013年10月8日から2014年3月26日まで、毎週火曜日 - 木曜日の夜間にMBSラジオで放送されていた音楽番組。2013年度ナイターオフ期間（2013年10月 - 2014年3月）限定の生放送番組で、『MBSうたぐみ Smile×Songs』の姉妹番組にも当たる。基本放送枠は、いずれの曜日も21:00 - 22:00（JST）。

## 概要
曜日ごとに異なる2名のパーソナリティが出演。日替わりで楽曲のテーマを決めたうえで、パーソナリティー自身が選んだ曲や、リスナーから寄せられたリクエスト曲を放送する。このうち水曜日には、スタジオでの公開生放送（または収録）を実施していた。
2013年ナイターオフ期間限定の番組であることから、2014年3月26日（水曜日）で終了。同日には、後枠で放送されてきた母体番組の『MBSうたぐみ Smile×Songs』も、4年間の歴史に幕を閉じた。さらに、若手のアーティストをマンスリーパーソナリティに迎えた毎週金曜日深夜の関連番組『月極うたぐみ』も、同年3月28日放送分で終了する。

## 放送時間
基本として毎週火曜日 - 木曜日　21:00  - 22:00
- 放送日と基本放送枠は、『ナイターの後もラジオと決めちゃってます?』（2013年『MBSタイガースライブ』ナイトゲーム中継のフィラー番組）を踏襲。放送日に『MBSタイガースライブ』として日本プロ野球のクライマックスシリーズ・日本シリーズのナイトゲームを中継する場合には、中継カードの試合展開によって全編を休止したり、放送時間を中継終了後から22:00までに短縮したりすることがあった。ただし、中継によって休止する「茶屋町プレミアムナイト」（前枠のナイターオフ生ワイド番組レーベル）火曜 - 木曜枠のスポンサー付きコーナーの一部を中継終了後から独立番組として放送するため、曜日によって編成上の対応が異なっていた。
  - 火曜日 : 「MBSニュース」「お天気のお知らせ」（通常は『ヤマヒロのぴかいちラジオ』内で別々の時間帯に放送）をまとめて5分間の独立番組「MBSニュース・お天気のお知らせ」として放送したうえで、中継終了5分後から当番組を22:00まで放送。
  - 水曜日 : 『上田義朗のベトナム元気!』（通常は20:50 - 21:00に放送）→「MBSニュース・お天気のお知らせ」（通常は『なにやっテンダラー』内で別々の時間帯に放送）をはさんで、中継終了15分後から当番組を22:00まで放送。
  - 木曜日 : 「しあわせの雑学」（通常は『週刊ますだスポーツ』内で19時台の後半に生放送）→『麻田キョウヤのあ〜まだ木曜日』（通常は20:50 - 21:00に放送）→「MBSニュース・お天気のお知らせ」（通常は『週刊ますだスポーツ』内で別々の時間帯に放送）をはさんで、中継終了25分後から当番組を22:00まで放送。
  - プロ野球中継を22:00以降にまで延長する場合には、当番組を休止。本来は22:00に開始する生放送番組の『MBSうたぐみ Smile×Songs』（火・水曜日、以下『スマソン』と略記）『ハンドレッドレディオ』（木曜日）は、上記の番組をはさんだうえで、放送開始時間の繰り下げで対応した。

## パーソナリティとテーマ
- 火曜日 : 石原正一（劇団「石原正一ショー」主宰者）・Sun!!（劇団「ミジンコターボ」に所属する舞台女優）
  - 「演劇と音楽の融合」というテーマで、関西を中心に舞台作品で活躍する2人が、歌詞に込められたさまざまな歌詞などを検証した。
- 水曜日 : 徳田憲治（スムルース）・福本愛菜（元・NMB48メンバー、吉本新喜劇所属の女優）
  - 「リスナーとじかに触れ合おう」というコンセプトの下で、放送前週の木曜日19:00から、毎日放送本社のラジオスタジオで公開収録を実施。また、リスナーとメッセージをやり取りしながら、リスナーからのリクエストに応えていた。
- 木曜日 : いずこねこ（現役大学生アイドル）・松本美香　
  - 「地元アイドルと盛り上がろう」というテーマで、男女を問わずアイドル事情に詳しい松本が、全国のご当地アイドルにスポットライトを当てていた。